# Entorn de l'empresa
Entorn és tot allò que és aliè a l'empresa com a organització (Mintzberg, 1984). De forma que l'entorn de l'empresa està compost pels factors externs que influeixen sobre les decisions de l'empresa, que li són incontrolables, i que afecten a l'èxit de les seves estratègies empresarials.
L'anàlisi de l'entorn permet identificar les influències positives o negatives, per tal de decidir la resposta més adequada.
Dintre de l'anàlisi de l'entorn es pot distingir entre l'entorn general i l'entorn específic:
- Entorn general, és el medi que envolta a l'empresa i afecta per igual a totes empreses d'un determinat àmbit geogràfic.
- Entorn específic, és aquell entorn que afecta a un determinat tipus d'empresa o determinat sector d'activitat.

## Tècniques d'anàlisi de l'entorn general
- L'entorn actual es pot analitzar amb: el perfil estratègic de l'entorn, el diamant de Porter i els districtes industrials o clúster.
- L'entorn futur es pot analitzar amb: el mètode dels escenaris.